# Dunajská Streda
Dunajská Streda, ungarisch Dunaszerdahely (deutsch Niedermarkt; hebräisch סרדאהלי) ist eine Stadt im Süden der Slowakei im Herzen der Schüttinsel. Sie ist die Hauptstadt des gleichnamigen Landkreises im Tyrnauer Bezirk (Trnavský kraj).
Der Ort ist mehrheitlich von Ungarn (16.752 Personen laut Volkszählung 2011) bewohnt und das wichtigste Zentrum der ungarischen Minderheit in der Slowakei.

## Geschichte

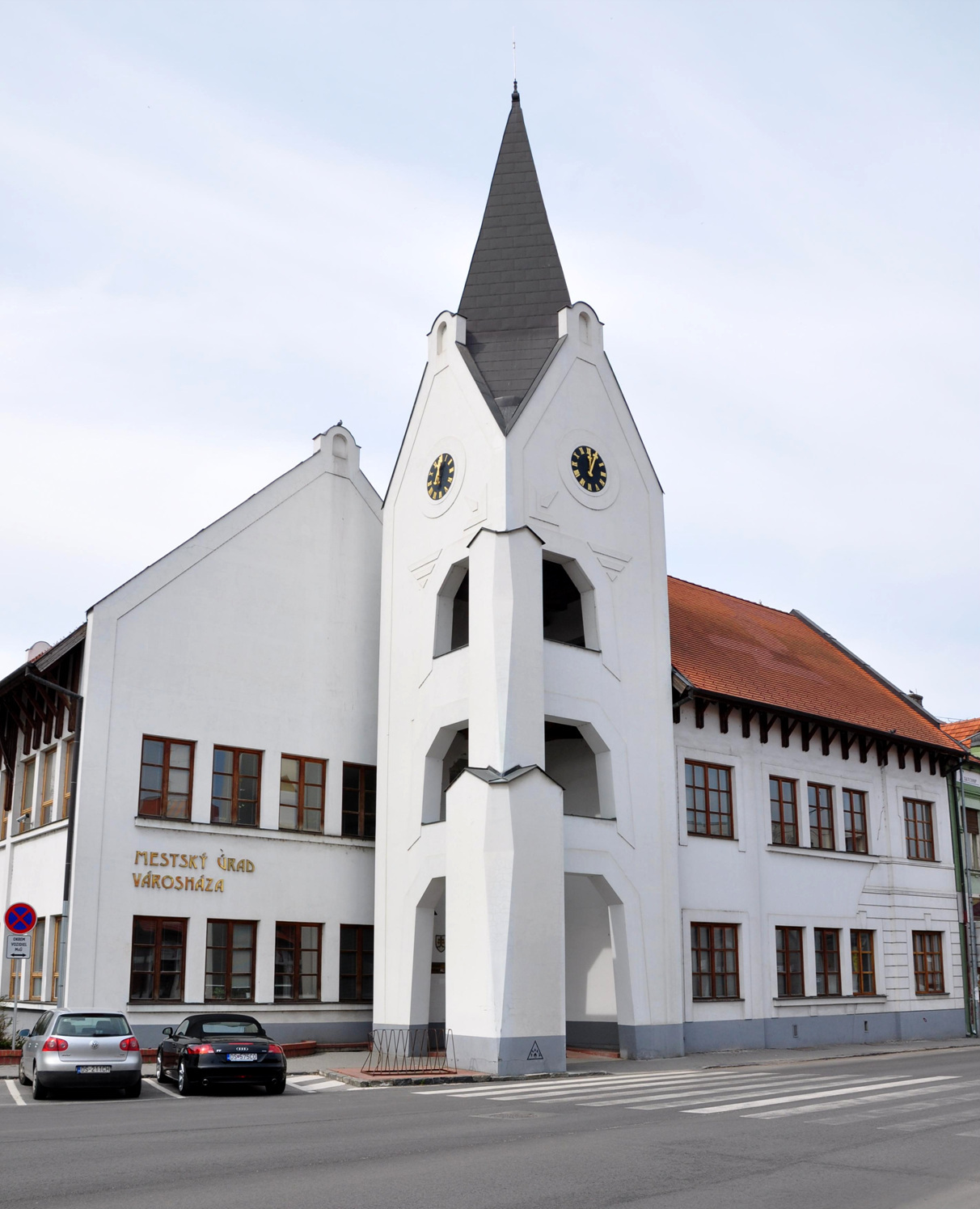
Blick auf das Rathaus

Die Stadt entstand an der Stelle einer altertümlichen Siedlung. Aus der Zeit Großmährens wurde eine slawische/slowakische Grabstätte gefunden.
Die ersten Quellenbelege stammen von 1250 bzw. 1254–1255. Damals war der Ort im Besitz der Burg von Pressburg, später im Besitz des Pressburger Herrenguts. Seit dem 15. Jahrhundert war Dunajská Streda das Wirtschafts- und Handelszentrum der Schüttinsel, seit dem 16. Jahrhundert dann eine Stadt (Stadt- und Marktrechte).
Ende des 18. Jahrhunderts haben sich hier viele jüdische Kaufleute angesiedelt. Im 19. Jahrhundert und in der ersten Hälfte des 20. Jahrhunderts war die Stadt eine landwirtschaftliche Siedlung mit hoher Arbeitslosigkeit.
1930 lebten in der Stadt 2944 Ungarn, 2186 Juden, 503 Slowaken und 73 Deutsche. Nach dem Zweiten Weltkrieg ist die Stadt zu einem Industriestandort geworden (Zucker, Konserven, Betonfertigteile).
Bis 1918 gehörte sie zum Königreich Ungarn und kam dann zur neu entstandenen Tschechoslowakei. Durch den Ersten Wiener Schiedsspruch kam die Stadt von 1938 bis 1945 wieder zu Ungarn.
Ein Teil der ungarischen Bevölkerung wurde nach 1945 größtenteils im Rahmen eines Bevölkerungsaustauschs mit Ungarn gegen ungarische Slowaken ausgetauscht. Die jüdische Bevölkerung (2000–3000 Personen) wurde 1944 in ein Ghetto zwangsumgesiedelt. Durch Zwangsarbeit und schließlich Deportation aller jüdischen Bewohner nach Auschwitz wurde die jüdische Bevölkerung während des Zweiten Weltkriegs vollständig ausgelöscht. Dunajská Streda wird heute inzwischen von zirka 3500 Slowaken bewohnt.
Die heutige Stadt ist durch die Angliederung der bis dato selbständigen Gemeinden Stredská Nová Ves / Szerdahely-Újfalu, Felserská Nová Ves / Félszer-Újfalu, Bašatejed / Bassa-Tejed (Anfang des 19. Jahrhunderts eingemeindet), Nemešseg / Nemesszeg (um 1850 eingemeindet), Elötejed (nach 1863), Malé Blahovo (1960) und Mliečany (1960) zum Ort Dunajská Streda (ungarisch [Duna-]Szerdahely) entstanden.

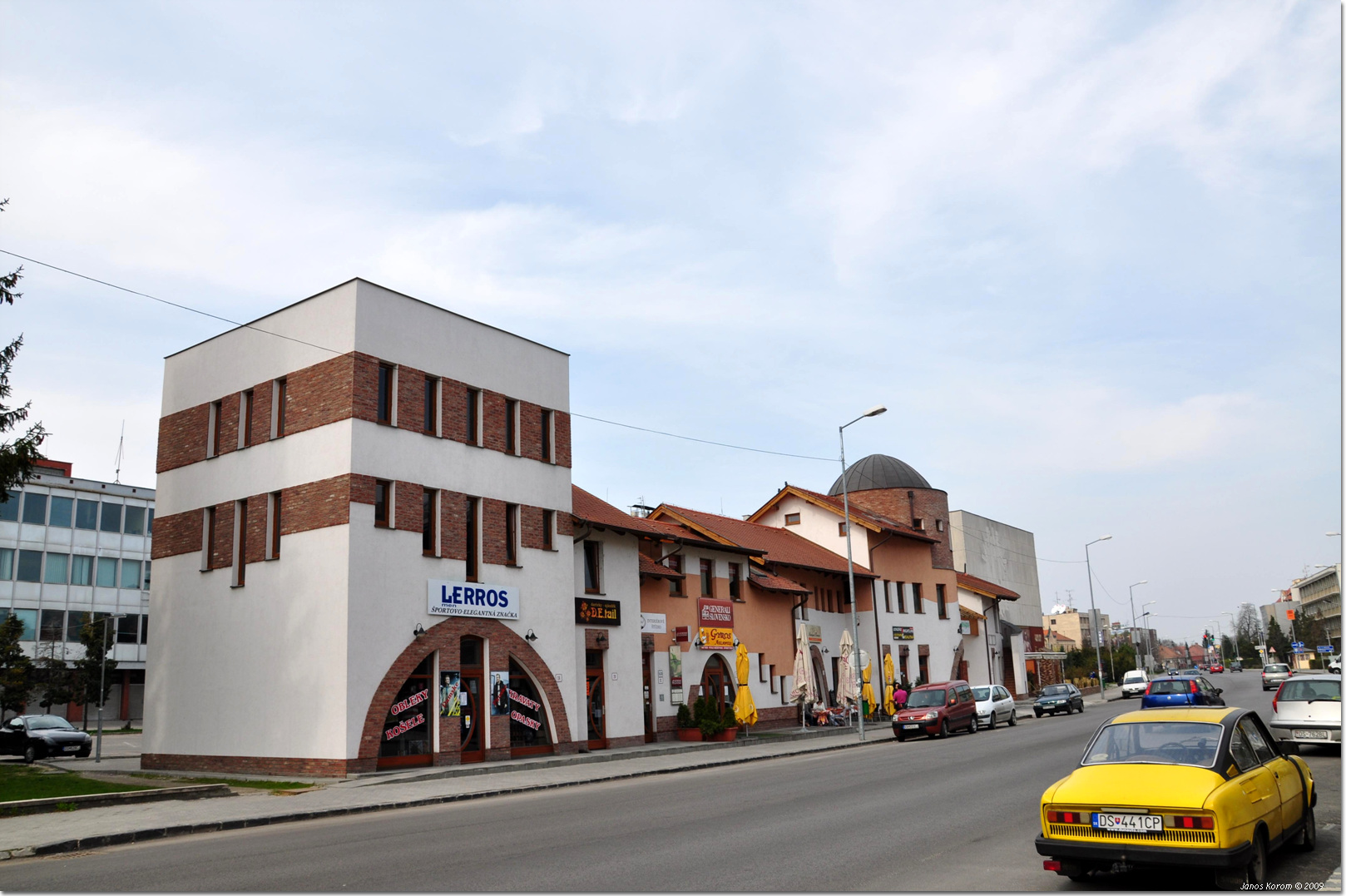
Stadtmitte

## Name
Ihren ungarischen Namen (1250 (vielleicht) Zerda, 1254 Svridahel, 1786 Serdahely) hatte die Stadt dank des Privilegiums, jeden Mittwoch (ungarisch szerda, slowakisch streda) einen Markt zu organisieren. Hely heißt „Stelle“, „Ort“. Szerdahely heißt also etwa „Ort, an dem mittwochs ein Markt stattfindet“ (vergleiche zum Beispiel den ungarischen Namen von Trnava). Da es in der Slowakei noch vier weitere Orte mit dem Namen Szerdahely/Streda gab beziehungsweise gibt, wurde im 19. Jahrhundert das Attribut „Donau-“ (ungarisch Duna-, slowakisch Dunajská) hinzugefügt.
Wegen des hohen Anteils der ungarischen Bevölkerung ist die offizielle Verwendung des slowakischen Namens erst 1919 (Entstehung der Tschechoslowakei) nachgewiesen.

## Bevölkerung
| Jahr                | 1994   | 2004    | 2014    | 2024    |
| ------------------- | ------ | ------- | ------- | ------- |
| Anzahl der Personen | 23.797 | 23.562  | 22.553  | 22.826  |
| Unterschied         |        | −0,98 % | −4,28 % | +1,21 % |

| Jahr                | 2023   | 2024    |
| ------------------- | ------ | ------- |
| Anzahl der Personen | 22.892 | 22.826  |
| Unterschied         |        | −0,28 % |

## Sehenswürdigkeiten

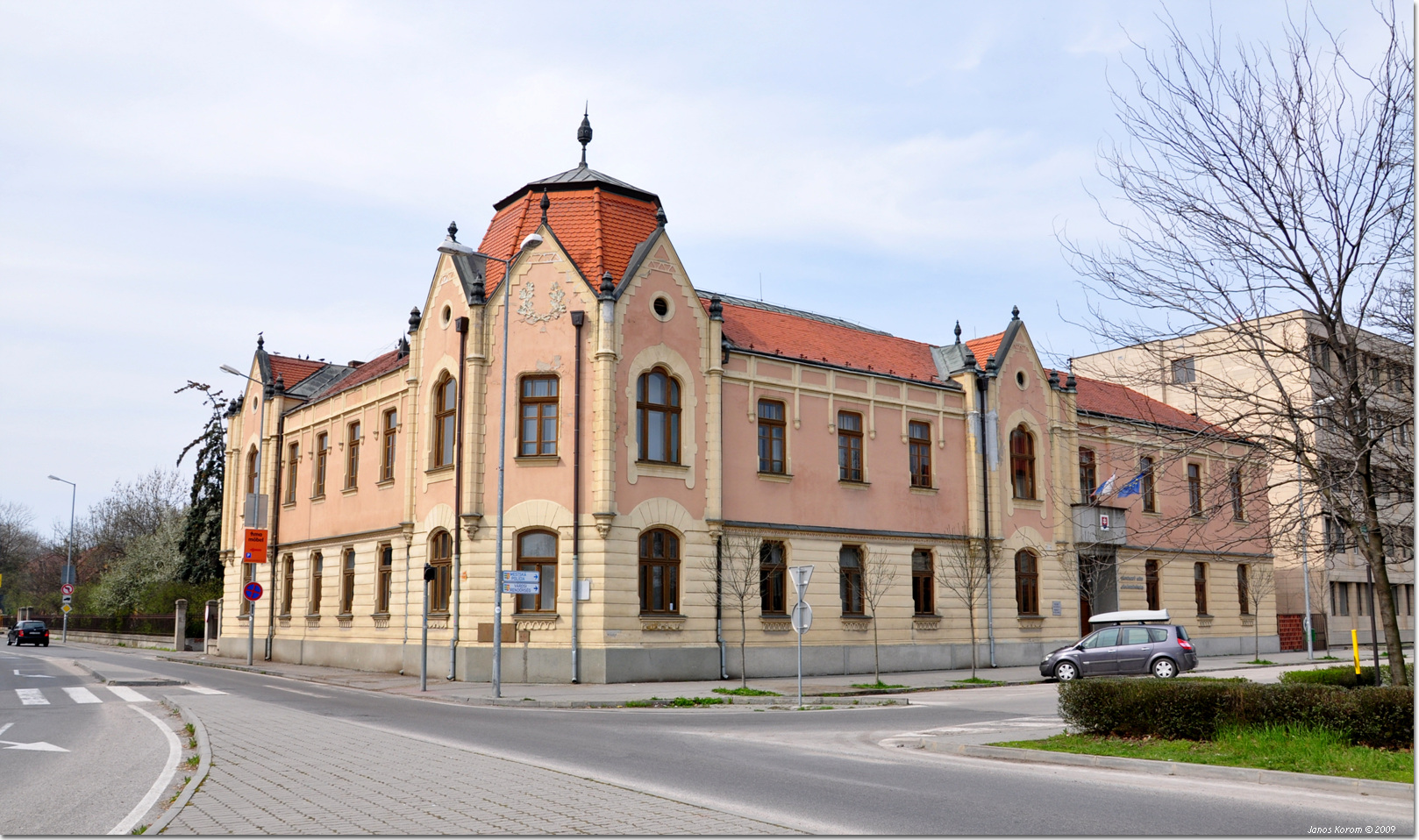
Blick in der Stadt

Im Stadtteil Nová Ves/Újfalu wurden im 18./19. Jahrhundert typische Paläste erbaut, vor allem:
- Biely kaštieľ (Weißes Schloss) – ein spätklassizistisches Gebäude, Ende des 19. Jahrhunderts (es existiert heute nicht mehr)
- Žltý kaštieľ (Gelbes Schloss) – im Barockstil, Anfang des 18. Jahrhunderts

Die römisch-katholische Kirche wird zum ersten Mal 1341 erwähnt, die evangelische Kirche wurde 1883 erbaut.
1870 wurde die Synagoge erbaut, die aber durch einen Bombentreffer im Jahr 1945 zerstört wurde.
In der beliebten Gaststätte Zöldfakoszorú wurde 1860 ein Kasino errichtet. In diesem Kasino wurden verschiedene Kulturveranstaltungen organisiert, zum Beispiel wurde hier Theater gespielt. Die Kasino-Bibliothek enthielt 1500 Bücher. 1919 wurde das Kasino jedoch aufgelöst, und die Bücher gingen verloren.

## Verkehr

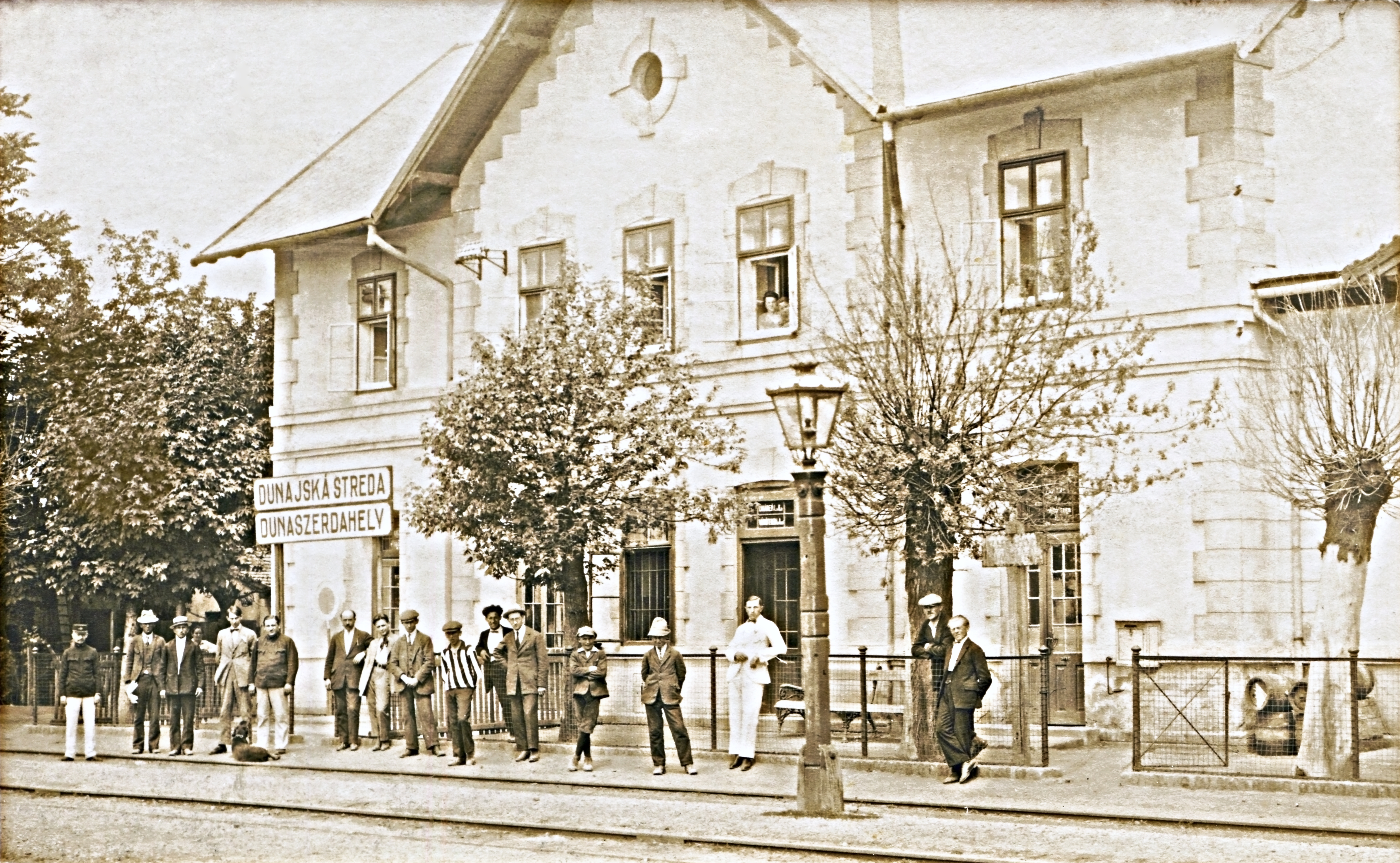
Bahnhof Dunajská Streda (1930)

Dunajská Streda liegt an der eingleisigen Bahnstrecke Bratislava–Komárno, am Bahnhof Dunajská Streda halten regelmäßig Nahverkehrszüge aus den Richtungen Bratislava hlavná stanica und Komárno an. Gleich nebenan befindet sich der Busbahnhof der Stadt.
Die Cesta I. triedy 63 (I/63, „Straße 1. Ordnung“) von Bratislava via Šamorín nach Komárno passiert die Stadt südlich des bebauten Stadtgebiets, im Stadtzentrum kreuzen sich die Cesta II. triedy 507 (II/507, „Straße 2. Ordnung“) von Gabčíkovo nach Žilina sowie die Cesta II. triedy 572 von Bratislava via Štvrtok na Ostrove, mit dem Ende östlich der Stadt an der I/63. Die Schnellstraße R7 von Bratislava heraus endet derzeit ca. 10 km westlich der Stadt bei Holice.

## Stadtgliederung
- Dunajská Streda (ungarisch Dunaszerdahely)
- Malé Blahovo (ungarisch Síkabony, früher Kisabony)
- Mliečany (ungarisch Ollétejed)

## Partnerstädte
- Subotica, Serbien
- Gödöllő, Ungarn
- Odorheiu Secuiesc, Rumänien
- Senta, Serbien
- Győr, Ungarn
- Jimbolia, Rumänien
- Berehowe, Ukraine
- Dalaman, Türkei

## Söhne und Töchter der Stadt
- Hermann Vámbéry (1832–1913), ungarischer Orientalist
- Herman Steiner (1905–1955), US-amerikanisch-ungarischer Schachspieler
- Andrew Steiner (1908–2009), tschechoslowakisch-US-amerikanischer Architekt
- Imrich Bugár (* 1955), Diskuswerfer, gewann Silber bei den Olympischen Spielen 1980
- József Nagy (* 1968), Politiker
- Balázs Borbély (* 1979), Fußballspieler
- Ján Ďurica (* 1981), Fußballspieler
- Alexandra Bíróová (* 1991), Fußballspielerin
- Tibor Linka (* 1995), slowakischer Kanute
- László Bénes (* 1997), Fußballspieler
- Rita Lakatos (* 1999), ungarische Handballspielerin